# Silnice II/106
Silnice II/106 vede ve Středočeském kraji. Propojuje silnici II/102 ve Štěchovicích se silnicí II/105 v Kamenném Přívozu, silnicí II/107 v Týnci nad Sázavou, silnicí I/3 na okraji Benešova a silnicí II/112 v Benešově.
Leží při ní více obcí nebo osad a její celková délka je zhruba 29,5 km. Přímo na trase je jedna čerpací stanice v obci Bukovany. Další jsou pak v malé vzdálenosti od trasy ve Štěchovicích, v Týnci nad Sázavou a v Benešově.

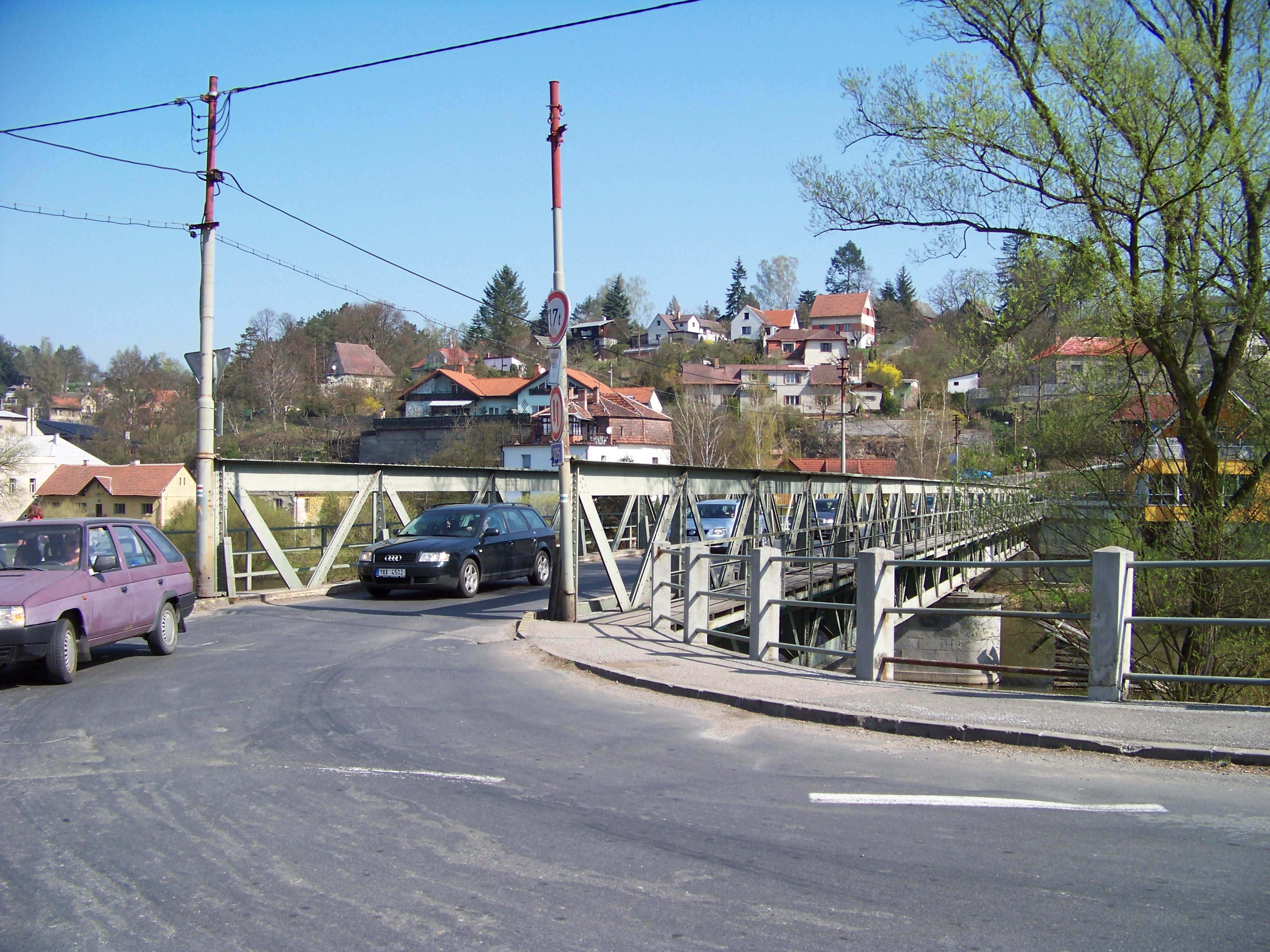
Kamenný Přívoz, most

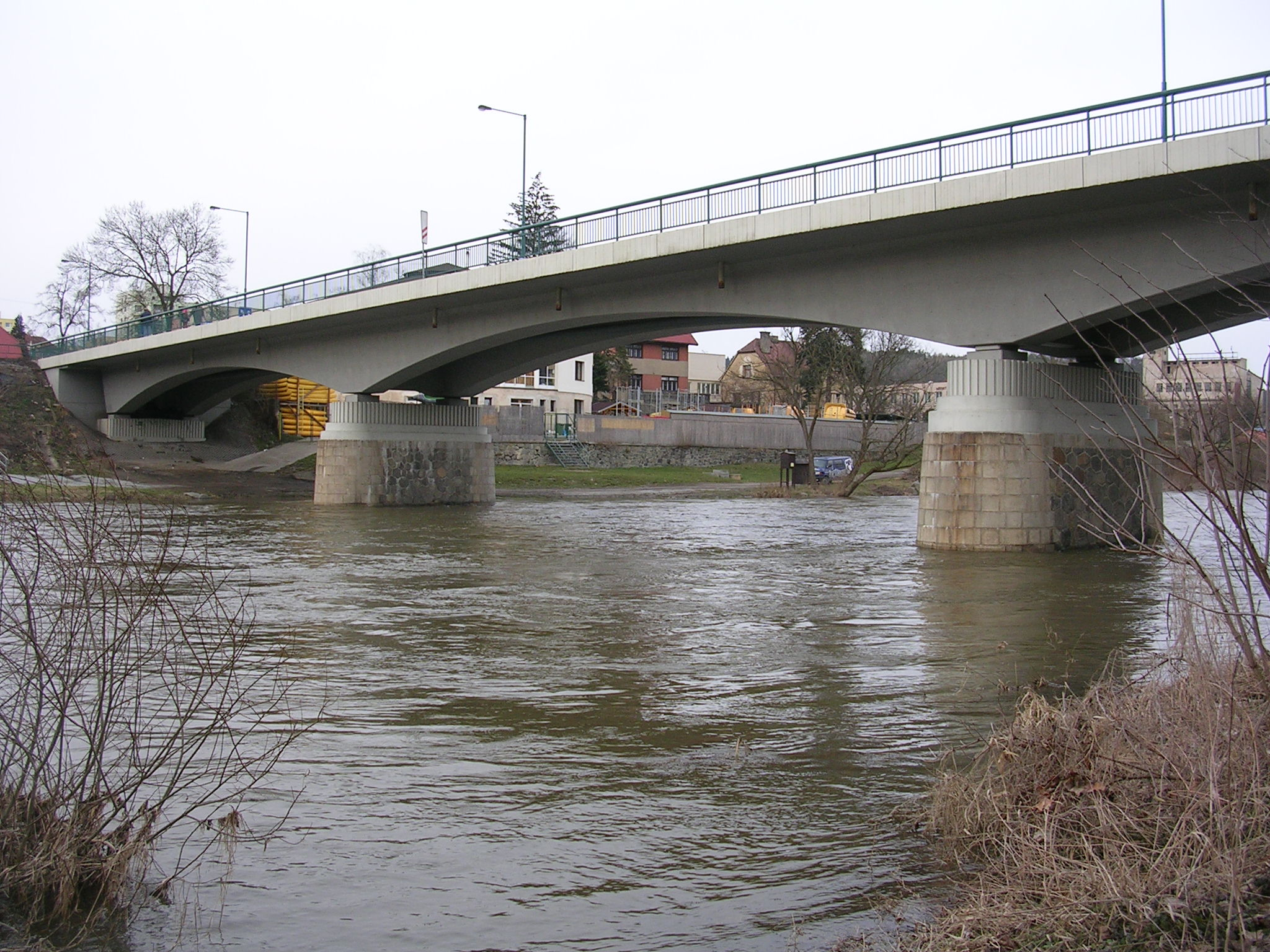
Most v Týnci nad Sázavou

## Vedení silnice
| km   | Místo             | Popis                                                                              |
| ---- | ----------------- | ---------------------------------------------------------------------------------- |
| 0,0  | Štěchovice        | - II/106 začíná výjezdem ze silnice II/102 na most přes Vltavu                     |
| 1,8  | Hradištko         | - vlevo odbočka na III/1061 směr Pikovice                                          |
| 5,9  | Třebsín           | - vlevo odbočka na III/1062 směr Třebsín                                           |
| 7,8  | Krňany            | - vpravo odbočka na III/1063 směr Vysoký Újezd a také na III/1056 směr Netvořice   |
| 11,6 | Kamenný Přívoz    | - společně s II/105 most přes Sázavu,                                              |
| 11,8 | Kamenný Přívoz    | - vlevo odbočka na II/105 směr Jílové u Prahy                                      |
| 16,4 | Krhanice          | - vlevo odbočka na III/1066 směr Čakovice, vpravo odbočka na III/1065 směr Břežany |
| 19,9 | Týnec nad Sázavou | - vlevo odbočka na II/107 směr Čakovice                                            |
| 20,3 | Týnec nad Sázavou | - vpravo odbočka na III/10513 směr Podělusy                                        |
| 21,0 | Týnec nad Sázavou | - vlevo odbočka na III/1068 směr Brodce, vpravo odbočka na III/1067 směr Krusičany |
| 22,8 | Bukovany          | - vlevo odbočka na III/1069 směr Pecerady                                          |
| 24,9 | Buková Lhota      | - vlevo odbočka na III/10610 do Bukové Lhoty                                       |
| 26,2 | Chlístov          | - vpravo odbočka na III/10611 směr Úročnice                                        |
| 27,1 | Žabovřesky        | - vpravo odbočka na III/10612 směr Zbožnice, a vlevo směr Racek                    |
| 28,3 | Benešov           | - odbočka na III/10613 vpravo směr Konopiště a vlevo směr Pomněnice                |
| 28,7 | Benešov           | - křižovatka s I/3 - nájezd na I/3 do obou směrů                                   |
| 29,4 | Benešov           | - kruhový objezd - konec II/106 napojením na II/112                                |